# Liste von Bergwerken im Kreis Düren

Städte und Gemeinden im Kreis Düren.

Die Liste von Bergwerken im Kreis Düren umfasst die stillgelegten und aktiven Bergwerke im Kreis Düren, Nordrhein-Westfalen. Der Bergbau fokussierte sich auf Erze sowie auf Braunkohle im Tagbau.  

## Erzbergbau

### Düren
| Name        | Ortsteil  | Bergrevier | Beginn      | Ende | Teufe | Anmerkungen                                             | Lage | Bild |
| ----------- | --------- | ---------- | ----------- | ---- | ----- | ------------------------------------------------------- | ---- | ---- |
| Johanna     | Kufferath | Düren      |             |      |       | Eisen, Blei, Kupfer; in den 1860er Jahren neu verliehen |      |      |
| St. Johanna | Kufferath | Düren      | 9. Mai 1846 |      |       | Schacht                                                 |      |      |

### Heimbach (Eifel)
| Name            | Ortsteil  | Bergrevier | Beginn      | Ende | Teufe | Anmerkungen                                         | Lage | Bild |
| --------------- | --------- | ---------- | ----------- | ---- | ----- | --------------------------------------------------- | ---- | ---- |
| Deutlingerberg  | Düttling  | Düren      | 9. Mai 1846 |      |       | Eisen, Kupfer                                       |      |      |
| Goldkuhle       | Hasenfeld | Düren      |             | 1867 |       | Kupfer, Brauneisenstein, Braunspat; Schurf bis 1867 |      |      |
| Klara Franziska | Vlatten   | Düren      |             |      |       | Kupfer; auch Clara Franziska geschrieben            |      |      |

### Hürtgenwald
| Name               | Ortsteil           | Bergrevier | Beginn     | Ende    | Teufe | Anmerkungen                                                     | Lage       | Bild |
| ------------------ | ------------------ | ---------- | ---------- | ------- | ----- | --------------------------------------------------------------- | ---------- | ---- |
| Elisabeth-Louise   | Horm               | Düren      | 1859 (vor) |         |       | 1859 zu Maubacher Bleiberg                                      |            |      |
| Gustav             | Hürtgen            | Düren      |            | 1866    |       | Ton- und Brauneisenstein; 0,5 km nördlich von Brandenburg       |            |      |
| Maubacher Bleiberg | Horm / Hürtgenwald | Düren      | 1859 (vor) | 1969-05 | 73 m  | Blei, Zink, Kupfer, Kobalt, Silber, Gold; Tagebau; 1946 Schacht | Lage, Lage |      |
| Niederlage         | Zweifallshammer    | Düren      |            |         |       | Toneisenstein                                                   |            |      |
| Schallenberg       | Horm               | Düren      | 1859 (vor) |         |       | 1859 zu Maubacher Bleiberg                                      |            |      |

### Kreuzau
| Name        | Ortsteil     | Bergrevier | Beginn     | Ende | Teufe | Anmerkungen | Lage | Bild |
| ----------- | ------------ | ---------- | ---------- | ---- | ----- | --- | ---- | ---- |
| Aurora      | Leversbach   | Düren      | 19. Jh.    |      |       | Blei, Kupfer |      |      |
| Grube       | Leversbach   | Düren      | röm. Zeit  |      |       | Blei; Rundschacht |      |      |
| Günther     | Winden       | Düren      | 19. Jh.    |      |       | Eisen; zwischen Winden und Bergheim                                                                                             |      |      |
| Hänschen    | Langenbroich | Düren      | 1850 (vor) |      | 20 m  | Eisen, Kupfer, Blei; in den 1860er Jahren neu verliehen; 1869/70 zu Maubacher Bleiberg; am Haffenberg zw. Bergheim und Bilstein |      |      |
| Hektor      | Uedingen?    | Düren      |            |      |       | Eisen; auf der rechten Seite der Rur                                                                                            |      |      |
| Hülsberg    | Untermaubach | Düren      | 1560 (vor) |      |       | [ 7 ] |      |      |
| Lilli       | Langenbroich | Düren      | 1850 (vor) |      |       | Eisen, Kupfer, Blei; in den 1860er Jahren neu verliehen; 1869/70 zu Maubacher Bleiberg                                          |      |      |
| Stollen     | Langenbroich | Düren      |            | 1864 |       | Blei; Bierkeller mit Höhlen und 50 m langem Stollen; an der Südseite des Langenbroicher Heide, im alten Bleiberg                |      |      |
| Uedingen    | Uedingen     | Düren      |            |      |       | Kupfer |      |      |
| Weissenberg | Langenbroich | Düren      | 15. Jh.    |      |       | bei der Keltenfliehburg |      |      |

### Langerwehe
| Name        | Ortsteil | Bergrevier | Beginn | Ende | Teufe | Anmerkungen | Lage | Bild |
| ----------- | -------- | ---------- | ------ | ---- | ----- | ----------- | ---- | ---- |
| Marie Luise | Wenau    | Düren      |        |      |       | [ 8 ]       |      |      |

### Nideggen
| Name     | Ortsteil | Bergrevier | Beginn          | Ende | Teufe | Anmerkungen                                                                                    | Lage | Bild |
| -------- | -------- | ---------- | --------------- | ---- | ----- | ---------------------------------------------------------------------------------------------- | ---- | ---- |
| Adele    | Schmidt  | Düren      | 18. Jh. (Mitte) | 1866 |       | Brauneisenstein; am linken Gehänge der Roer südlich von Schmidt; Erze verhüttet auf Simonskall |      |      |
| Erzreich | Schmidt  | Düren      | 18. Jh. (Mitte) | 1866 |       | Brauneisenstein; am linken Gehänge der Roer südlich von Schmidt; Erze verhüttet auf Simonskall |      |      |

## Braunkohle
| Name                    | Ort/Ortsteil                                        | Bergrevier                   | Beginn | Ende  | Anmerkungen                 |
| ----------------------- | --------------------------------------------------- | ---------------------------- | ------ | ----- | --------------------------- |
| Tagebau Alfred          | Konzendorf                                          | Rheinisches Braunkohlerevier | 1918   | 1941  | heute Echtzer See           |
| Tagebau Düren           | Düren-Gürzenich                                     | Rheinisches Braunkohlerevier | 1941   | 1956  | heute Dürener Badesee       |
| Tagebau Hambach         | Gemeinden Niederzier und Elsdorf (Rhein-Erft-Kreis) | Rheinisches Braunkohlerevier | 1978   | aktiv |                             |
| Tagebau Inden           | Gemeinden Inden und Aldenhoven                      | Rheinisches Braunkohlerevier | 1985   | aktiv |                             |
| Schachtanlage Union 103 | Bürgewald (Merzenich)                               | Rheinisches Braunkohlerevier | 1939   | 1955  | Untertagebau zu Testzwecken |

## Steinkohle
| Name                | Ort/Ortsteil           | Bergrevier      | Beginn | Ende | Anmerkungen                     |
| ------------------- | ---------------------- | --------------- | ------ | ---- | ------------------------------- |
| Grube Emil Mayrisch | Siersdorf (Aldenhoven) | Aachener Revier | 1952   | 1992 | heute Aldenhoven Testing Center |